# Eupanacra malayana
Espèce
Eupanacra malayana est une espèce de lépidoptères de la famille des Sphingidae, sous-famille des Macroglossinae, tribu des Macroglossini, sous-tribu des Macroglossina et du genre Eupanacra. 

## Description
L'espèce ressemble à Eupanacra automedon mais se distingue par la marge externe des ailes antérieures ayant un double point mousse et généralement une ombre brune plus foncée. Le dessus de l'aile antérieure a une marque angulaire blanche qui est contiguë à une tache brune. Il y a aussi une légère marque angulaire blanche. La face ventraledes deux ailes présente une bordure distale généralement grisâtre chez le mâle et brun foncé chez la femelle. La face ventrale de l'aile antérieure est généralement brune de la base à la région postmedian, à l'exception du bord costal. La ligne post-médiane des veines est distincte chez le mâle et obscure chez la femelle. Il est situé parallèlement à la marge extérieure, mais pas angulaire.

## Répartition et habitat
Répartition
L'espèce est connue en Thaïlande, dans le sud de la Chine (Hainan), au Vietnam , en Malaisie (péninsulaire, Sarawak, Sabah), en Indonésie (Sumatra, Java, Kalimantan, Sumbawa) et aux Philippines (Palawan)

## Biologie
- Les chenilles se nourrissent sur les espèces du genre Curculigo.

## Systématique
- L'espèce Eupanacra malayana a été décrite par les entomologistes Lionel Walter Rothschild et Jordan,  en 1907, sous le nom initial de Panacra malayana[1].

### Synonymie
- Panacra malayana Rothschild & Jordan, 1903 protonyme
- Panacra albicans Dupont, 1941
- Panacra moseri Gehlen, 1930
- Panacra malayana unilunata (Dupont, 1941)